# Джордж Гордон, 4-й граф Гантлі

Герб графів Гантлі.

Джордж Гордон — IV граф Гантлі (1514 — 28 жовтня 1562 року) — шотландський аристократ, вождь клану Гордон, барон Гордон. Онук Олександра Гордона, ІІІ графа Гантлі. Лідер католицької партії в часи правління королеви Марії Стюарт.

## Біографія
Джордж Гордон був сином Джона Гордона, лорда Гордона та Маргарет Стюарт — незаконнонародженої дочки короля Шотландії Якова IV. Джордж Гордон успадкував графський титул і маєтки в 1524 році у віці 10 років.
Продовжуючи традиційну для графів Гантлі політику зміцнення королівської влади в Гайленді, він у 1537 році був призначений генерал-лейтенантом Хайленду і брав участь у поході короля Якова V в 1540 році на Оркнейські та Гебридські острови.
Як командувач армією короля він завдав поразки англійській армії в битві під Гаддон Ріг в 1542 році. Але в результаті конфлікту з королем Яковом V Джордж Гордон був позбавлений посади і потрапив в немилість. Це було однією з причин поразки шотландської армії під Солуей-Мосс і смерті короля.
У 1542 році граф Гантлі ввійшов до складу регентської ради при неповнолітній Марії Стюарт. Регентську раду очолював граф Арран. Джордж Гордон мав антианглійські погляди і не міг розділити англофільські погляди більшості членів регентської ради, і зблизився з франкофільською партією королеви-матері Марії де Гіз та кардинала Бітона, яка в 1544 році прийшла до влади. Одночасно граф Гантлі продовжував боротьбу в Гайленді проти війн між шотландськими кланами: у 1544 році він придушив повстання клану Камерон, у 1550 році придушив повстання клану Макінтош у Мореї.
Джордж Гордон був членом ради регентства на чолі з Джеймсом Гамільтоном — ІІ графом Арран і кардиналом Бітоном. Отримав посаду канцлера Шотландії після вбивства Бітона в 1546 році. Але нова війна з Англією примусила його повернутися до військової служби. Він брав участь у битві під Пінкі Клев у 1547 році і потрапив у полон. Втік з полону в 1550 році в супроводі Марії Гіз до Франції. Він приєднався до Лордів Конгрегації в 1560 році. Він був готовий і далі підтримувати Марію Стюарт на троні Шотландії, але коли Марія Стюарт передала титул графа Мореї своєму зведену брату Джеймсу Стюарту в 1549 році, у той час як Гордони вважали цей титул своїм, Джордж Гордон пішов жити у свої маєтки в Гайленді. У 1554 році він остаточно посварився з королевою. У 1559 році почалась протестантська революція в Шотландії направлена проти католицької королеви Марії Стюарт. Джордж Гордон, хоч і був католиком, але підтримав повстанців. Перемога протестантів привела до того, що граф Гантлі був відсторонений від влади — він був відомий своїми консервативно-католицькими поглядами. Марія Стюарт повернулась до влади в Шотландії, але була оточена протестантами.
Марія Стюарт здійснила поїздку в Гайленд у серпні 1562 року і їй було відмовлено у в'їзді в замок Інвернесс за наказом Гордона. Сили королеви захопили замок, перш ніж піти в Абердин, де вона видала повістку на виклик Джорджа Гордона. Він відмовився з'явитися до королеви і був оголошений поза законом. Він пішов походом на Абердин, але зазнав поразки від Джеймса Стюарта — І графа Мореї в битві під Корріхі в жовтні 1562 року. Він помер від апоплексичного удару після його захоплення в полон. Його син — сер Джон Гантлі був страчений в Абердині. Титул графа Гантлі був посмертно анульований парламентом у травні 1563 року.
Після смерті його тіло і скарби, вилучені із замку Стахбогі були відправлені з Абердина в Единбург. Мертве тіло графа Гантлі стояло замість живого графа на суді. Скарби були доставлені в палац Голіруд. Коли Марія Стюарт була кинута у в'язницю в замку Лох-Лівен, вона отримала сукню із замку графа Гантлі. Розгром графа Гантлі був катастрофою для католицької партії. Перемога протестантів у Шотландії стала неминучою.

## Родина
Джордж Гордон 27 березня 1530 року одружився з Елізабет Кейт — дочкою Роберта Кейта — Майстра Марішал, від цього шлюбу було 9 синів і 3 дочки, у тому числі:
- Томас Гордон
- Джордж Гордон, V граф Гантлі
- Леді Маргарет Гордон
- Леді Джейн Гордон — графиня Босуелл (1546 — 14 травня 1629)
- Леді Елізабет Гордон (померла 1557) — одружена з Джоном Стюартом, IV графом Атол
- Олександр Гордон — лорд Гордон
- Сер Джон Гордон — страчений у 1562 році, після битви під Корріхі, лерд Фіндлатер
- Джеймс Гордон (нар. 1541)
- Адам Гордон (нар. 1545)